# ابروزردک کاکل‌حنایی
ابروزردک کاکل‌حنایی (نام علمی: Elaenia ruficeps) نام گونه‌ای از سرده ابروزردک است.